# Tournaya gossweileri
Tournaya gossweileri là một loài thực vật có hoa trong họ Đậu. Loài này được (Baker f.) SCHMITZ miêu tả khoa học đầu tiên năm 1973.